# Germán Arangio
Germán Arangio (23 de mayo de 1976 en Buenos Aires, Argentina) es un entrenador y exjugador profesional de fútbol de nacionalidad Argentina, actualmente es Director Técnico.

## Trayectoria
Debutó con Racing Club de Avellaneda, de la Primera División el 5 de agosto de 1994. Representó a Argentina en el mundial sub-20 y ganó el mundial celebrado en Catar en 1995 Copa Mundial de Fútbol Sub-20 donde un pase suyo definió la final contra Brasil. Fue transferido a México donde jugó para Toros Neza en la Primera División de 1996 al 2000.
En 2000-2001 fue traspasado a préstamo con una opción de us 2,5 millones al Atlante. Regresó al Toros Neza en 2001-2002, y al desaparecer este equipo pasó al Club Zacatepec en 2002-2003. Es el máximo golpeador en la historia del club Toros Neza. Arangio fue a Emiratos Árabes Unidos donde jugó para el Emirates Club de 2003 al 2005. Regresó  a Argentina para jugar con el Club Atlético Huracán en 2005. En el año 2006 pasó al fútbol chileno, donde jugó con Audax Italiano y después al Club Deportivo Palestino. En el año 2007 fichó con el América de Cali donde solo jugó algunos partidos. Pocos saben que en el año 2008 firmó un contrato con el equipo chino Shenzeng con el cual tuvo que recurrir a otras instancias para que le cumplieran su contrato. En el año 2009 regresó a México con los Albinegros de Orizaba, donde se retiró de la práctica activa de futbol. Empezó su carrera como DT en el año 2010 en el ENDIT Ciudad de México.

## Clubes

### Como jugador
| Club                  | País                   | Año                 | Partidos | Goles | Media |
| --------------------- | ---------------------- | ------------------- | -------- | ----- | ----- |
| Racing Club           | Argentina              | 1995-1996           | 5        | 1     | 0.25  |
| Toros Neza            | México                 | 1996-2000           | 159      | 63    | 0.4   |
| Atlante FC            | México                 | 2000-2001           | 30       | 11    | 0.37  |
| Toros Neza            | México                 | 2001-2002           | 34       | 21    | 0.59  |
| Club Zacatepec        | México                 | 2002-2003           | 39       | 15    | 0.33  |
| Emirates Club         | Emiratos Árabes Unidos | 2003-2005           | 39       | 21    | 0.54  |
| C.A. Huracán          | Argentina              | 2005                | 3        | 0     | 0     |
| Audax Italiano        | Chile                  | 2006                | 14       | 2     | 0.14  |
| C.D. Palestino        | Chile                  | 2006                | 8        | 1     | 0.13  |
| América de Cali       | Colombia               | 2007                | 2        | 0     | 0     |
| Alumni de Villa María | Argentina              | 2007                | 6        | 0     | 0     |
| Resende F.C.          | Brasil                 | 2008                | 4        | 1     | 0.27  |
| Albinegros de Orizaba | México                 | 2009                | 4        | 1     | 0.25  |
| Total en su carrera   | Total en su carrera    | Total en su carrera | 347      | 136   | 0.37  |

### Como entrenador
| Club                          | País   | Año  |
| ----------------------------- | ------ | ---- |
| Tijuana (Liga TDP)            | México | 2012 |
| Tijuana (Reservas y Academia) | México | 2012 |
| Coras Premier                 | México | 2015 |
| Chiapas (Reservas y Academia) | México | 2016 |
| Caimanes Cancún               | México | 2016 |
| Toros Neza                    | México | 2020 |